# Ensenada Brahms
La ensenada Brahms es una ensenada cubierta de hielo, de 25 millas náuticas (46 kilómetros) de largo y 6 millas náuticas (11 kilómetros) de ancho, que penetra por el lado norte de la península Beethoven en la isla Alejandro I (Antártida) entre la península Harris y la península Derocher, mientras que la Punta Mazza se encuentra inmediatamente al noreste de la ensenada y el monte Grieg se encuentra inmediatamente al sureste de la base de la ensenada Brahms. Fue observado desde el aire y cartografiado por primera vez por la Expedición de Investigación Antártica Ronne (RARE), entre 1947 y 1948, y cartografiado de nuevo a partir de las fotos aéreas de RARE por Derek J.H. Searle de la British Antarctic Survey en 1960. El Comité de Topónimos Antárticos del Reino Unido le dio su nombre en honor al compositor alemán Johannes Brahms.